# グレートヨルカ
グレートヨルカは、日本の競走馬。菊花賞を勝ち、同厩舎のメイズイの三冠を阻んだ馬である。母クヰーンスジェストが日本に来る前に生まれた兄弟に、種牡馬となったWill Somers（父系現存）、外国産馬として日本へ輸入され、日本短波賞を勝ったビッグヨルカがいる。1962年啓衆社賞最優秀3歳牡馬。

## 血統
父ヒカルメイジは持ち込み馬で東京優駿（日本ダービー）の勝ち馬。母のクヰーンスジェストの父はネアルコであり、当時の日本では考えられない名血であった。

## メイズイとのライバル対決と3､4歳時の戦跡
3戦目で初勝利をあげると、その後、朝日杯3歳ステークスと東京記念を含む6連勝をする。東京記念で同厩舎のメイズイとの2者選択を迫られた保田隆芳騎手はグレートヨルカを選んだ。だが、それはメイズイの素質を高く評価していたためであり尾形厩舎の後輩騎手、森安重勝に花を持たせようというものであったという。事実、スプリングステークス、皐月賞、東京優駿（日本ダービー）と全てメイズイの2着に敗れている。因みに、メイズイよりも気性面に難が有った事も、保田がグレートヨルカに乗る理由になったとも言われている。
秋はセントライト記念を勝ち、菊花賞に臨んだが、体調がイマイチだったこともあり、メイズイや神戸杯、京都杯と連勝してきたコウライオーに人気を譲る3番人気だった。レースはプレッシャーに圧された森安騎手のメイズイが暴走して馬群に沈む中、直線抜け出したコウライオーをグレートヨルカが差し切り、最後の一冠を手にした。尾形厩舎の牡馬クラシック三冠が同時に達成されている。だが、保田騎手はレース後、森安騎手に「バカヤロー！」と怒声をあびせており、ウイナーズサークルでも笑顔を見せなかったという。
次走の有馬記念では騎手がメイズイは保田騎手に、グレートヨルカは森安騎手に入れ替わった。メンバーは天皇賞馬リユウフオーレル、菊花賞馬ヒロキミなどがいた。レースはメイズイが2着に粘る中でグレートヨルカは10頭立ての7着に惨敗した。レース後脚部不安が判明して2年近くの休養に入った。

## その後
2年近くの休養の間にメイズイは引退し、シンザンが三冠馬になるなど周囲の勢力図ががらりと変わっていた。6歳10月に復帰すると2戦目で勝利、翌年の2月には京王杯スプリングハンデを勝って復活する。なお、休み明け3走目のオープンではシンザンと最初で最後の対決をし、首差の3着に破れている。休養後、毎日王冠を叩いて出走した天皇賞（秋）は同じ尾形厩舎のコレヒデの逃げ切りを許す3着だった。続くオールカマーでは6着に敗れた。
8歳から9歳時は主に裏街道を歩み、1勝に終わったものの、新潟1600メートルのレコードを更新している。
引退後は種牡馬入りしたが、父内国産種牡馬不遇の時代でもあり産駒に恵まれず全くの失敗に終わった。牝系からも1990年代初頭あたりで完全に姿を消し、現在グレートヨルカの血を引く馬は残っていない。
なお、クヰーンスジェストの牝系子孫も産駒に牝馬が少なかったこと（イギリス時代の産駒にも後継牝馬はいない）、また数少ない後継牝馬やその仔にどういう訳か極めて近い近親にあたるグレートヨルカやビッグヨルカ等を毎年種付けするという常軌を逸した配合が行われた結果、こちらも1990年代初頭に完全に絶えてしまった。
しかし競走馬としてはそれほど実績がなかった兄、Will Somersの子孫はBalidar→Young Generation→Cadeaux Genereux→Bahamian Bounty とイギリスで父系を繋ぎ、ハイペリオン系では欧州で唯一気を吐いている血脈となっている。
また、ビツグヨルカの仔であるトミヨルカが1100メートルの中央競馬レコードタイムを記録しており、現在1100メートルの競走は廃止されているため、不滅の記録である。

## 血統表
| グレートヨルカの血統（ボワルセル系） / Spearmint 4×5=9.38% Phalaris 4×5=9.38% Chaucer 5×5=6.25% | グレートヨルカの血統（ボワルセル系） / Spearmint 4×5=9.38% Phalaris 4×5=9.38% Chaucer 5×5=6.25% | グレートヨルカの血統（ボワルセル系） / Spearmint 4×5=9.38% Phalaris 4×5=9.38% Chaucer 5×5=6.25% | （血統表の出典） | （血統表の出典） |
| 父 ヒカルメイジ 1954 黒鹿毛                                                                     | 父の父Bois Roussel 1935 黒鹿毛                                                                  | Vatout                                                                                          | Prince Chimay    | Prince Chimay    |
| 父 ヒカルメイジ 1954 黒鹿毛                                                                     | 父の父Bois Roussel 1935 黒鹿毛                                                                  | Vatout                                                                                          | Vasthi           |                  |
| 父 ヒカルメイジ 1954 黒鹿毛                                                                     | 父の父Bois Roussel 1935 黒鹿毛                                                                  | Plucky Liege                                                                                    | Spearmint        | Spearmint        |
| 父 ヒカルメイジ 1954 黒鹿毛                                                                     | 父の父Bois Roussel 1935 黒鹿毛                                                                  | Plucky Liege                                                                                    | Concertina       |                  |
| 父 ヒカルメイジ 1954 黒鹿毛                                                                     | 父の母*イサベリーン Isabelline 1944 黒鹿毛                                                      | Canon Law                                                                                       | Colorado         | Colorado         |
| 父 ヒカルメイジ 1954 黒鹿毛                                                                     | 父の母*イサベリーン Isabelline 1944 黒鹿毛                                                      | Canon Law                                                                                       | Book Law         |                  |
| 父 ヒカルメイジ 1954 黒鹿毛                                                                     | 父の母*イサベリーン Isabelline 1944 黒鹿毛                                                      | Legal Tender                                                                                    | Son-in-Law       | Son-in-Law       |
| 父 ヒカルメイジ 1954 黒鹿毛                                                                     | 父の母*イサベリーン Isabelline 1944 黒鹿毛                                                      | Legal Tender                                                                                    | Beloved          |                  |
| 母 *クヰーンスジェスト Queen's Jest 1946 黒鹿毛                                                 | 母の父Nearco 1935 黒鹿毛                                                                        | Pharos                                                                                          | Phalaris         | Phalaris         |
| 母 *クヰーンスジェスト Queen's Jest 1946 黒鹿毛                                                 | 母の父Nearco 1935 黒鹿毛                                                                        | Pharos                                                                                          | Scapa Flow       |                  |
| 母 *クヰーンスジェスト Queen's Jest 1946 黒鹿毛                                                 | 母の父Nearco 1935 黒鹿毛                                                                        | Nogara                                                                                          | Havresac         | Havresac         |
| 母 *クヰーンスジェスト Queen's Jest 1946 黒鹿毛                                                 | 母の父Nearco 1935 黒鹿毛                                                                        | Nogara                                                                                          | Catnip           |                  |
| 母 *クヰーンスジェスト Queen's Jest 1946 黒鹿毛                                                 | 母の母Mirth 1931 鹿毛                                                                           | Hurry On                                                                                        | Marcovil         | Marcovil         |
| 母 *クヰーンスジェスト Queen's Jest 1946 黒鹿毛                                                 | 母の母Mirth 1931 鹿毛                                                                           | Hurry On                                                                                        | Tout Suite       |                  |
| 母 *クヰーンスジェスト Queen's Jest 1946 黒鹿毛                                                 | 母の母Mirth 1931 鹿毛                                                                           | Laughter                                                                                        | Pommern          | Pommern          |
| 母 *クヰーンスジェスト Queen's Jest 1946 黒鹿毛                                                 | 母の母Mirth 1931 鹿毛                                                                           | Laughter                                                                                        | Jest F-No.1-s    |                  |